# Niphargus ictus
Niphargus ictus (G. Karaman, 1985) è un piccolo crostaceo troglobio, endemico delle grotte di Frasassi, nelle Marche.

## Descrizione
È un piccolo crostaceo gammarideo, lungo 8-10 mm, di colore bianco. È privo di occhi.

## Biologia
Vive in acque sulfuree, con concentrazioni anche molto elevate di zolfo. La sua tolleranza ai solfuri, solitamente tossici per la gran parte dei crostacei anfipodi, è probabilmente dovuta ad un rapporto di simbiosi con batteri del genere Thiothrix, dotati di attività solfur-ossidante. Simili relazioni di simbiosi chemioautotrofica sono comuni nelle sorgenti idrotermali degli ambienti marini , ma N. ictus è uno dei pochi casi noto di tale modalità simbiotica nelle acque terrestri.

## Distribuzione e habitat
L'areale di N. ictus è ristretto al sistema ipogeo delle Grotte di Frasassi, nelle Marche.
Prospera nei ruscelli e nelle pozze sulfuree che si trovano in varie parti del complesso ipogeo. Alcune delle popolazioni di Niphargus presenti nelle grotte, che in passato erano attribuite a N. ictus, sono oggi riconosciute come specie distinte (N. frasassianus, N. montanarius).